# Attard
Attard (maltesisk: Ħ'Attard) er en by på den centrale del af øen Malta. Attard har 10.930(2016) indbyggere. Sammen med byerne Balzan og Lija er den en del af "de tre landsbyer" og har været beboet siden Antikken.